# 固定劑
固定劑一般稱為定香劑、保香劑，功能為延長香水香氣的留存時間。早期香水多在後調（base note）使用分子較大的香料如麝香、檀香、龍涎香來加強香氣的延續，現代香水工業中則多使用塑化劑。